# Apochthonius holsingeri
Espèce
Apochthonius holsingeri est une espèce de pseudoscorpions de la famille des Chthoniidae.

## Distribution
Cette espèce est endémique de Virginie aux États-Unis. Elle se rencontre dans la grotte Cave Run Pit Cave dans le comté de Bath.

## Description
Le mâle holotype mesure 1,72 mm.
Ce pseudoscorpion est anophtalme.

## Étymologie
Cette espèce est nommée en l'honneur du biospéléologue John R. Holsinger.

## Publication originale
- Muchmore, 1967 : New cave pseudoscorpions of the genus Apochthonius (Arachnida: Chelonethida). Ohio Journal of Science, vol. 67, no 2, p. 89-95 (texte intégral).